# Tifoseria del Pisa Sporting Club
In questa voce sono riportate informazioni relative alla storia ed evoluzione della tifoseria del Pisa Sporting Club, società calcistica italiana con sede a Pisa.

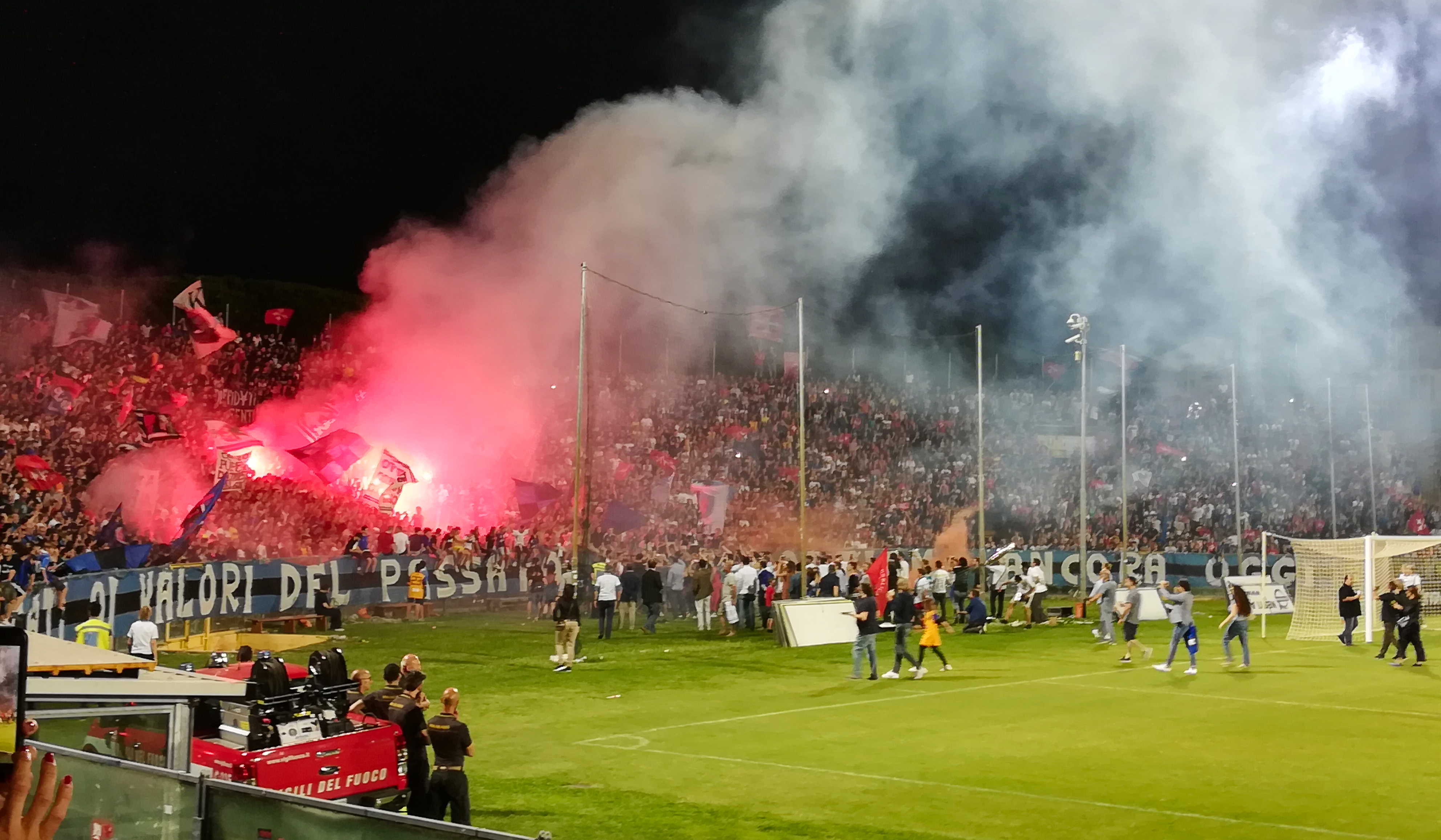
Festa della promozione in Serie B del Pisa Calcio presso lo stadio Arena Garibaldi

## Contesto
La tifoseria del Pisa trova posto nella curva Nord dello Stadio Arena Garibaldi-Romeo Anconetani, intitolata a "Maurizio Alberti", un tifoso pisano entrato in coma a causa di un arresto cardiaco durante una trasferta a La Spezia e morto due settimane dopo, l'8 febbraio 1999. La gradinata "Gianluca Signorini" ospita un folto gruppo non organizzato, composto soprattutto da vecchi ultras della curva Nord. Il tifo organizzato nerazzurro è inoltre molto impegnato nel sociale, durante diverse partite dell'anno vengono effettuate raccolte fondi per varie iniziative benefiche.

## Orientamento politico
La tifoseria segue da sempre un'ideologia politica di estrema sinistra, nonostante che la città sia amministrata da una giunta di centro-destra da due legislature. Il gruppo ultras dei Rangers, nato nel 1979, hanno come simbolo la celebre effigie di Che Guevara.

## Fan club
Il Centro Coordinamento Pisa Clubs è il principale organo di coordinamento dei diversi club di tifosi del Pisa. 

## Tifoseria organizzata

I 10000 tifosi pisani che, nel 1984, raggiunsero lo Stadio Giuseppe Meazza di Milano per la decisiva partita-salvezza di fine campionato.

La storia del tifo organizzato a Pisa inizia negli anni 60, quando per la prima volta all’Arena Garibaldi compare lo striscione I Pionieri della Sud. Gli Ultras fanno la sua comparsa nel 1975. Intorno alla metà degli anni 70 nascono anche gli Angeli della Nord e la Fossa Nerazzurra, che avranno vita breve. Successivamente nel 1978 nascono i Fighters, da una cui costola, nell’autunno 1979, prendono vita i Rangers, che assumono ben presto la guida della Curva, scegliendo di posizionarsi in Curva Nord. Nel 1984 da una scissione dei Rangers nascono gli Sconvolts, gruppo che contribuirà a scrivere la storia del movimento ultras a Pisa. Nel 1984 il gruppo Warriors, nato da poco, realizza il primo bandierone copricurva con la scritta “Come guida la Nord come meta la gloria”. Nel 1985 nascono i Wanderers. Nel marzo 1990 nascono gli Svitati. Nel 1990 nascono altri gruppi che contribuiscono a colorare la Nord: Kapovolti, Dr. Martens Group, Fedayn e Armata. Nel 1993 nasce il gruppo Pontasserchio. Nel 1995 nascono gli Eagles. Attualmente i principali gruppi presenti in curva sono Rangers, Sconvolts, Svitati, Wanderers, Kapovolti e Pontasserchio.

### Cronologia

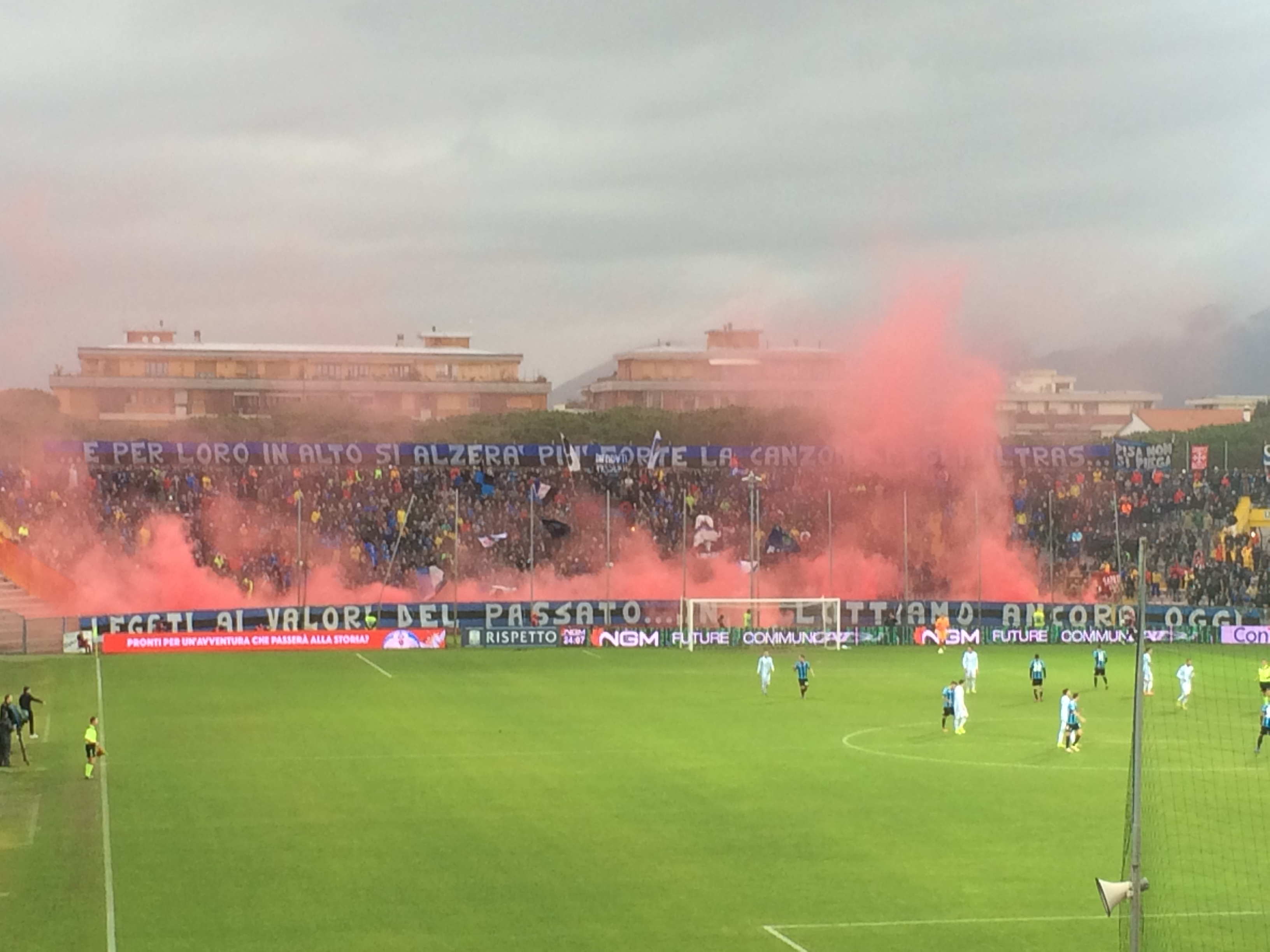
La Curva Nord dell'Arena Garibaldi, sede del tifo organizzato nerazzurro, durante una partita

1975 - Nascita degli Ultras
1978 - Nascita dei Fighters
1979 - Nascita dei Rangers
1984 - Nascita degli Sconvolts
1984 - Nascita dei Warriors
1985 - Nascita dei Wanderers
1990 - Nascita degli Svitati
1994 - Scioglimento dei Fighters
1995 - Nascita degli Eagleas
2000 - Nascita dei Kapovolti
2000 - Nascita del Club Autonomo Nerazzurro

## Gemellaggi e rivalità

### Gemellaggi e amicizie
| - Viareggio (dal 1980) - Reggiana (1982-2007) - Genoa (1990-2004) - Carrarese (terminato nel 2007) | - Cosenza - Sturm Graz - Karlsruhe - Ambrì-Piotta - Vicenza (terminata) |

La tifoseria organizzata ha rapporti di gemellaggio con la tifoseria del Viareggio. Risalente agli anni 1980, questo gemellaggio ha varie radici tra cui la vicinanza delle due città, le rivalità in comune e anche per il fatto che molti viareggini seguivano con simpatia il Pisa in quegli anni. La curva pisana è anche gemellata con gli austriaci dello Sturm Graz, i tedeschi del Karlsruhe e con la tifoseria della squadra svizzera di Hockey su ghiaccio dell'Ambrì Piotta. Vi furono anche due forti gemellaggi con le tifoserie organizzate di Carrarese e Reggiana, entrambi molto longevi ma sciolti per divergenze riguardanti le norme anti-violenza instaurate dopo la morte dell'ispettore Filippo Raciti il 2 febbraio 2007. Il gemellaggio con la Reggiana ebbe inizio all'ultima giornata del campionato di Serie B 1981-1982, quando un pareggio per 0-0 permise ai nerazzurri di essere promossi in Serie A e ai granata di mantenere la cadetteria. Altro gemellaggio longevo fu quello con il Genoa terminato nel 2004 dopo una partita tra i rossoblu e il Livorno, stesso discorso con gli ultras del Cosenza con i quali intorno agli anni 2000 si interruppe il rapporto di gemellaggio. In passato vi fu un'importante amicizia con la tifoseria del Vicenza (specialmente tra i Vigilantes Vicenza e i Rangers Pisa).
amicizia e rispetto reciproco con il Perugia

Una partita tra Pisa e del 1979.

### Rivalità
| - Livorno - Fiorentina - Lucchese | - Spezia - Sampdoria - Verona |

Un capitolo a parte merita la rivalità tra Pisa e Livorno: le radici di questa rivalità risalgono addirittura al 1284, quando la flotta pisana fu sconfitta da quella genovese al largo di Livorno, all'epoca porto pisano, fra gli scogli delle melorie sancendo l'inizio della fine della Repubblica Marinara. Nemmeno un secolo dopo il porto livornese diventò, da piccolo scalo sottomesso, uno dei principali porti della Toscana. Arrivando ai giorni nostri questa rivalità non si è mai sopita: girando per il mondo non è raro vedere scritte di scherno tra le due opposte fazioni nei luoghi più disparati. Tra le due tifoserie nel corso degli anni non sono mancati scontri violenti, come nel 1999 o come nel 2001. Anche Romeo Anconetani, che durante la sua presidenza espresse chiaramente l'idea di unire le due città sotto un'unica squadra chiamata Pisorno, si dovette ricredere vedendo le proteste che scaturirono dalle due città. Nel 2012 l'allora presidente del consiglio Mario Monti propose l'accorpamento di varie province italiane e tra queste vi erano proprio Pisa e Livorno, pure in questo caso ne scaturì un pandemonio di proteste e sfottò nelle due città.

La curva "Nord" nel 1994, durante un derby toscano con la.

Anche la rivalità tra il Pisa e la Fiorentina ha radici molto lontane risalenti anch'esse al medioevo, infatti le due città patteggiavano per due opposte fazioni: Pisa per i Ghibellini e Firenze per i Guelfi. Inoltre Firenze, fulcro dell'economia toscana ma senza sbocco marittimo, fu costretta a pagare dazi onerosi ai pisani per effettuare scambi commerciali marittimi fino a quando non decise di puntare tutto su Livorno, scavalcando Pisa ed aumentando l'odio tra le due città. Nel 2015 questa rivalità è tornata in auge con la notizia della fusione tra l'aeroporto pisano e quello fiorentino scatenando le proteste della piazza pisana. Anche qui come per il derby con il Livorno ci sono stati vari scontri nel corso degli anni, soprattutto, vista la differenza di categoria, all'epoca della Serie A nerazzurra.
Rivalità per motivi campanilistici regionali si hanno con quasi tutte le restanti compagini toscane, escluse le già citate Viareggio e Carrarese, ma la più sentita, sia per la vicinanza, sia per le opposte idee politiche e per il profondo odio fra le due città che affonda le proprie radici nel medioevo, è quella con la Lucchese. Fuori dai confini regionali una fra le rivalità più sentite è quella con gli ultras dello Spezia con i quali, a cavallo tra la fine degli anni 1990 e primi anni 2000, militando quasi sempre nella stessa categoria vi è stata spesso occasione di contatto. Da segnalare infine le rivalità di tipo politico: essendo la tifoseria pisana principalmente di sinistra, vi è rivalità con quasi tutte le tifoserie di destra presenti nel panorama calcistico nazionale.